# Међународни дан особа које пате од посттрауматског стреса
Међународни дан особа које пате од посттрауматског стреса у свету се обележава 27. јуна као дан посвећен особама које пате од посттрауматског стресног поремећаја. Амерички сенат га је званично прогласио 2010. године, а 2014. је цео јун проглашен месецом подизања свести о посттрауматском стресном поремећају.
У Сједињеним Америчким Државама 6,8% одраслих оболи од посттрауматског стресног поремећаја током свог живота, жене двоструко чешће од мушкараца (10,4% до 5%), као резултат сексуалне трауме. Ветерани су још једна група са великом вероватноћом посттрауматског стресног поремећаја —  из Вијетнамског рата 30%, Заливског рата 10% и Рата у Ираку 14%.
Организације које раде са запосленима, потрошачима и пацијентима који припадају ризичној групи 27. јуна их информишу о симптомима и третманима верујући да ће се тако оболели препознати и започети лечење. Министарство одбране Сједињених Америчких Држава је једна од највећих укључених организација.